# Interliga 2004/05
Die Saison 2004/05 der Interliga war die sechste Austragung der als Nachfolger der Alpenliga konzipierten Eishockey-Meisterschaft und wurde mit insgesamt sechs Mannschaften aus drei Staaten ausgespielt. Titelverteidiger war die Mannschaft Podhale Nowy Targ aus Polen, die jedoch nicht mehr an der Liga teilnahm. Neuer Meister wurde mit dem HK Jesenice zum dritten Mal ein Teilnehmer aus Slowenien.

## Teilnehmer und Modus
Das Teilnehmerfeld schrumpfte nach der letzten Saison auf sechs Mannschaften, da die drei polnischen Teams nach nur einer Saison ihre Teilnahme beendeten. Das restliche Teilnehmerfeld blieb unverändert.
Der Modus hatte sich im Vergleich zum Vorjahr kaum verändert. Im Grunddurchgang wurde jedoch aufgrund der geringen Teilnehmerzahl eine doppelte Hin- und Rückrunde gespielt, was insgesamt zwanzig Runden ergab. Es folgten Playoffs mit Viertelfinale, Halbfinale und Finale, wobei das Viertelfinale als Best-of-three-, der Rest als Best-of-five-Serien ausgetragen wurde. Das Viertelfinale bestand dabei jedoch nur aus zwei Serien, an denen die Mannschaften auf den Rängen drei bis sechs teilnahmen, die auf diese Weise die beiden verbleibenden Teilnehmer am Halbfinale ermittelten.

## Grunddurchgang

### Tabelle nach dem Grunddurchgang
| Pl. |                           | Sp | Punkte | S (OTS) | N (OTN) | Tore  | Diff |
| 1.  | HK Jesenice               | 20 | 59     | 20 (1)  | 0 (0)   | 97:25 | +72  |
| 2.  | Alba Volán Székesfehérvár | 20 | 30     | 10 (3)  | 10 (3)  | 57:54 | +30  |
| 3.  | Dunaújvárosi Acélbikák    | 20 | 29     | 9 (1)   | 11 (3)  | 58:65 | −7   |
| 4.  | HK Slavija Ljubljana      | 20 | 25     | 9 (3)   | 11 (1)  | 52:67 | −15  |
| 5.  | HDD Olimpija Ljubljana    | 20 | 25     | 10 (6)  | 10 (1)  | 53:71 | −18  |
| 6.  | KHL Medveščak Zagreb      | 20 | 12     | 2 (0)   | 18 (7)  | 39:74 | −35  |

### Statistiken

#### Beste Scorer
Abkürzungen:  Sp = Spiele, T = Tore, V = Assists, Pkt = Punkte, +/- = Plus/Minus, SM = Strafminuten; Fett:  Turnierbestwert
| Spieler          | Team         | Sp | T  | V  | Pkt | SM | +/- |
| ---------------- | ------------ | -- | -- | -- | --- | -- | --- |
| Tomaž Razingar   | Jesenice     | 16 | 19 | 15 | 34  | 26 | +33 |
| Balázs Ladányi   | Dunaújvárosi | 19 | 12 | 19 | 31  | 6  | +4  |
| Marcel Rodman    | Jesenice     | 19 | 7  | 21 | 28  | 20 | +37 |
| Dejan Kontrec    | Slavija      | 16 | 9  | 15 | 21  | 2  | −3  |
| Toni Tišlar      | Jesenice     | 19 | 9  | 9  | 18  | 8  | +30 |
| Matej Hočevar    | Slavija      | 17 | 6  | 12 | 18  | 36 | 0   |
| Jaka Avguštinčič | Slavija      | 20 | 9  | 8  | 17  | 30 | −1  |
| Peter Slamiar    | Zagreb       | 18 | 12 | 4  | 16  | 12 | 0   |
| Viktor Tokaji    | Dunaújvárosi | 19 | 2  | 14 | 16  | 20 | +8  |
| Manny Malhotra   | Olimpija     | 13 | 8  | 7  | 15  | 16 | +10 |

#### Beste Torhüter
Abkürzungen: Sp = Spiele, Min = Eiszeit (in Minuten), GT = Gegentore, Sv% = gehaltene Schüsse (in %), GTS = Gegentorschnitt, SO = Shutouts; Fett: Turnierbestwert
| Spieler         | Team         | Sp | Min  | SaT | Svs | GT | Sv%   | GTS  | SO |
| --------------- | ------------ | -- | ---- | --- | --- | -- | ----- | ---- | -- |
| Robert Kristan  | Jesenice     | 19 | 1113 | 416 | 394 | 22 | 94.71 | 1.19 | 6  |
| Klemen Mohorič  | Slavija      | 13 | 759  | 395 | 361 | 34 | 91.39 | 2.69 | 0  |
| Gaber Glavič    | Jesenice     | 3  | 92   | 45  | 41  | 4  | 91.11 | 2.61 | 0  |
| Krisztián Budai | Alba Volán   | 20 | 1222 | 540 | 490 | 50 | 90.74 | 2.45 | 1  |
| Anze Ulčar      | Zagreb       | 19 | 1158 | 690 | 623 | 67 | 90.29 | 3.47 | 1  |
| Andrej Hočevar  | Olimpija     | 7  | 379  | 222 | 200 | 22 | 90.09 | 3.48 | 0  |
| Tommi Satosaari | Olimpija     | 15 | 854  | 480 | 432 | 48 | 90.00 | 3.37 | 1  |
| Levente Szuper  | Dunaújvárosi | 13 | 791  | 370 | 328 | 42 | 88.65 | 3.19 | 1  |
| Luka Simšič     | Slavija      | 8  | 459  | 284 | 251 | 33 | 88.38 | 4.31 | 0  |
| Tamás Halmosi   | Dunaújvárosi | 6  | 360  | 136 | 113 | 23 | 83.09 | 3.83 | 0  |

## Playoffs

### Viertelfinale
| Serie                                                 | Stand | Spiel 1 | Spiel 2   | Spiel 3 |
| ----------------------------------------------------- | ----- | ------- | --------- | ------- |
| Dunaújvárosi Acélbikák (3) – KHL Medveščak Zagreb (6) | 1:2   | 3:0     | 3:4 n. P. | 2:3     |
| HK Slavija Ljubljana (4) – HDD Olimpija Ljubljana (5) | 2:0   | 6:1     | 3:2       |         |

KHL Medveščak Zagreb und der HDD Olimpija Ljubljana qualifizierten sich für das Halbfinale.

### Halbfinale
| Serie                                                    | Stand | Spiel 1 | Spiel 2   | Spiel 3 |
| -------------------------------------------------------- | ----- | ------- | --------- | ------- |
| HK Jesenice (1) – HK Slavija Ljubljana (4)               | 3:0   | 8:2     | 3:2       | 6:0     |
| Alba Volán Székesfehérvár (2) – KHL Medveščak Zagreb (6) | 3:0   | 8:0     | 3:2 n. V. | 2:1     |

### Finale
| Serie                                           | Stand | Spiel 1 | Spiel 2 | Spiel 3 |
| ----------------------------------------------- | ----- | ------- | ------- | ------- |
| HK Jesenice (1) – Alba Volán Székesfehérvár (2) | 3:0   | 4:2     | 3:0     | 5:2     |

Mit dem 3:0 in der Finalserie sicherte sich der slowenische HK Jesenice seinen ersten Interliga-Meistertitel.

## Meisterschaftsendstand
1. HK Jesenice
2. Alba Volán Székesfehérvár
3. HK Slavija Ljubljana
4. KHL Medveščak Zagreb
5. Dunaújvárosi Acélbikák
6. HDD Olimpija Ljubljana